# Snakefinger
Philip Charles Lithman, qui a joué sous le nom de Snakefinger, né le 17 juin 1949 à Tooting dans le Grand Londres et mort le 1er juillet 1987 à Linz en Autriche, est un musicien anglais, un chanteur et compositeur. Multi-instrumentiste, il était surtout  connu pour son travail de guitariste et ses collaborations avec The Residents.

## Biographie
Philip Charles Lithman est né à Tooting, dans le sud de Londres, où il fait ses premières armes en jouant du blues-rock dans les pubs au début des années 1970.
Il s'installe à San Francisco en 1978 après un passage de deux ans par Los Angeles. 
Dès lors, il collabore activement avec les Residents, avec lesquels il avait déjà travaillé dès 1971 et qui seraient les auteurs de son pseudonyme, "Snakefinger", inspiré par une photographie -un peu floue- où  la forme de ses doigts évoque un serpent. Une autre version assure que ce nom lui a été donné par les membres de Tuxedomoon lors d'un solo de guitare particulièrement frénétique.
Quoi qu'il en soit, la collaboration discographique en son nom entre Snakefinger et les Residents débute en 1978 avec le 45 tours "The spot", morceau où le groupe assure la partie instrumentale, la face B ("Smelly Tongues") ainsi que la production via Ralph Records, pressant 35 000 exemplaires sur vinyle bleu translucide.
Suivront deux LP solo majeurs réalisés avec la complicité des Residents et d'autres membres de l'écurie Raph : "Chewing Hides the Sound" (1979), où figure une remarquable reprise de "The Model" de Kraftwerk  et "Greener Postures" (1980).
Tout en continuant à intervenir à la guitare sur nombre d'albums des Residents (dont "The Commercial Album" en 1980 et "The Tunes of Two Cities" en 1982), Snakefinger poursuit sa carrière solo et ses tournées documentées par des albums dont l'étonnant "Snakefinger's History of the Blues Live in Europe" (1984) qui renoue avec sa jeunesse londonienne. Il accompagne également les Residents dans leurs déplacements, comme l'attestent "13TH Anniversary Show Live in Tokyo" (1985) ou le "Live in Holland" enregistré au Paradiso le 25 octobre 1986.
En tournée pour la promotion de son album "Night of Desirable Objects", il donne son dernier concert à Rome, place du Peuple, le 27 juin 1987 et décède d'une crise cardiaque le 1er juillet 1987 à Linz (Autriche) où il devait se produire le lendemain au Posthof Club. Par une cruelle ironie du sort, le même 1er juillet 1987 sortait son single, "There's No Justice in Life".
Il est passé deux fois en concert à Paris: en 1981 dans une soirée "Rock in Loft" et en 1983 dans la discothèque 120 Nuits mais a aussi donné plusieurs concerts en France dans les années 1978 à 1980 dans de petites salles de province, par exemple à Lyon ou Bordeaux (avril 1981, avec Indoor Life). En 1986, il a joué avec The Residents au festival NJP à Nancy, Lorraine.

## Discographie

### Chilli Willi and the Red Hot Peppers
- Kings of the Robot Rhythm (Revelation LP, 1972)
- Bongos over Balham (Mooncrest LP, 1974)
- I'll Be Home (rarities compilation) (Proper Records CD, 1996)

### Snakefinger
- The Spot (Ralph 7", 1978)
- Chewing Hides the Sound (Ralph LP, 1979)
- The Man in the Dark Sedan / Womb to Worm (Ralph 7", 1980)
- Greener Postures (Ralph LP, 1980)
- Manual of Errors (Ralph LP, 1982)
- Against the Grain (Ralph LP, 1983)
- Snakefinger's History of the Blues: Live in Europe (Rough Trade LP, 1984)
- Snakefinger's Vestal Virgins: Live in Chicago (Ralph cassette, 1986; Tec Tones CD, 1996)
- Night of Desirable Objects (Ralph LP, 1987, Tec Tones CD, 1993)
- Snakefinger: A Collection (East Side Digital CD, 1988)
- Philip Charles Lithman aka Snakefinger (UWEB CD, 1993)
- Live at the Savoy 1981 (CD Presents, 2010)

### Apparitions sur les albums des Residents
- "Baby Sex" (Inédit; enregistré en 1971)
- Satisfaction (Ralph 7", 1976)
- Fingerprince (Ralph LP, 1977)
- Duck Stab/Buster & Glen (Ralph LP, 1978)
- Eskimo (Ralph LP, 1979)
- Diskomo (Ralph EP, 1980)
- The Commercial Album (Ralph LP, 1980)
- The Tunes of Two Cities (Ralph LP, 1982)
- Residue of the Residents (Ralph LP, 1983)
- Title in Limbo (Ralph LP, 1983)
- The Thirteenth Anniversary Show (divers lives, 1985–1987)
- Stars & Hank Forever: The American Composers Series (Ralph LP, 1986)

### Apparitions sur les albums du Club Foot Orchestra
- Wild Beasts (Ralph LP, 1986)

### Compilation
- Savoy Sound — Wave Goodbye (CD Presents, 1981)
- "Potatoes: A Collection Of Folk Songs by Ralph Records" (Ralph Records, 1987)
  - morceau: 'The Ballad Of Sawney Beane/Sawney's Death Dance' by Snakefinger&His Midi-Evil Vestal Virgins
- "Beets" (Tec Tones, 1990)
  - morceau: 'Reptology'

## Collaborations
- Paul Bailey (guitare, banjo, sax)
- Dave Barret
- Michael "Miguel" Bertel (Guitare rythmique)
- Carlos Cadona (guitare)
- Beth Custer
- Raoul N. Diseimbote (piano)
- Dick 'Deluxe' Egner
- Josh Ende (instruments à vent)
- Eric Drew Feldman
- Opter Flame
- George B. George (basse)
- Ben Guy (basse)
- Dave Kopplin
- Colin Hansford (guitare)
- Stephen MacKay (Tenor)
- Richard Marriot (instruments à vent)
- Paul Riley (basse)
- Steve Royal (batterie)
- Jonny B. Ryan (batterie)
- N. Senada (ethnomusicologue)
- Michael Steele
- Martin Stone (guitare)
- Pete Thomas (batterie)
- David Whitten (basse)